# Rubus wangii
Rubus wangii är en rosväxtart som beskrevs av Franklin Post Metcalf. Rubus wangii ingår i släktet rubusar, och familjen rosväxter. Inga underarter finns listade i Catalogue of Life.